# Burni Pepilu
Burni Pepilu är ett berg i Indonesien.   Det ligger i provinsen Aceh, i den västra delen av landet, 1 600 km nordväst om huvudstaden Jakarta. Toppen på Burni Pepilu är 1 095 meter över havet, eller 65 meter över den omgivande terrängen. Bredden vid basen är 0,67 km.
Terrängen runt Burni Pepilu är kuperad norrut, men söderut är den bergig.  Trakten runt Burni Pepilu är nära nog obefolkad, med mindre än två invånare per kvadratkilometer. Det finns inga samhällen i närheten. I omgivningarna runt Burni Pepilu växer i huvudsak städsegrön lövskog.